# Krivá
Krivá (resp. Krivá na Orave) je obec na Slovensku, v okrese Dolný Kubín v Žilinském kraji, na Oravě. Žije v ní 795 obyvatel. V obci se nachází mateřská škola a základní škola pro první čtyři ročníky. Přes obec vede železniční trať Kraľovany – Trstená.

## Historie
První písemné zmínky o osadě pocházejí ze 16. století. V letech 1925–1926 zde byl z prostředků vesničanů a krajanů v Americe zbudován kostel svatého Josefa.

## Přírodní poměry
Obec leží v nadmořské výšce 545 metrů a její katastrální území má výměru 18,877 km². Tok řeky Oravy je součástí chráněného areálu Rieka Orava.

## Pamětihodnosti
- Římskokatolický kostel svatého Josefa
- Kaple Panny Marie Fatimské
- Kaple Panny Marie Sedmibolestné

## Rodáci
- Zdenka Cecília Schelingová (1916–1955), řeholnice a mučednice
- Anton Habovštiak (1924–2004), jazykovědec, spisovatel a publicista
- Jozef August Mikuš (1909–2005), diplomat, politolog, spisovatel a publicista